# Hieronim Megiser
Hieronim (Hyeronimus) Megiser, nemški jezikoslovec in  zgodovinar  , * 1553, Stuttgart , † 1618 ali 1619, Linz.

## Življenje
Od leta 1571 naprej je študiral na Univerzi Eberharda Karlsa v Tübingenu. Leta 1577 je doštudiral. Leta 1581 se je preselil v Ljubljano in se preživljal kot zasebni učitelj. Leta 1582 se je preselil v Padovo, kjer je najprej študiral še pravo, kasneje pa se je ponovno preživljal kot zasebni učitelj mladih hrvaških plemičev. Po potovanju skozi Italijo, Malto, severno Nemčijo, Nizozemsko in Anglijo se je ustalil v Gradcu, kjer se je tudi poročil.

## Delo
Napisal je prvi slovenski večjezični slovar, Slovar štirih jezikov.